# Groot sneeuwklokje
Groot sneeuwklokje (Galanthus elwesii) is een bolgewas en een stinsenplant. Het is een exoot die na 1900 verwilderd is of aangeplant. De plaats van herkomst is Zuidoost-Europa.

## Beschrijving
Groot sneeuwklokje wordt 8-27 cm hoog. De bloem is wit waarbij een kenmerk is dat de binnenste bloemdekbladen twee groene vlekken vertonen die van elkaar gescheiden zijn door een witte band. Verder heeft groot sneeuwklokje blauwachtige, brede bladeren, die in knop ingerold zijn en een kapvormige top hebben. De gevormde zaden bezitten een mierenbroodje en worden door deze dieren verspreid.
De soort bloeit in februari en maart en is overblijvend. De vrucht is een doosvrucht. Groot sneeuwklokje is een geofyt.

## Groeiplaats
Het groot sneeuwklokje prefereert zonnige tot beschaduwde, voedselrijke, vochtige, goed gedraineerde, humus- en kalkrijke bodems en steenachtige plaatsen. Ze groeit op de plaats van herkomst in loof- en naaldbossen, op open plekken, onder struikgewas en in steenachtige graslanden.

## Verspreiding
De soort wordt zeldzaam aangetroffen door heel Nederland.

## Gebruik
Zij wordt als sierplant in onder andere Europa en Noord-Amerika aangeplant in stinzenmilieus, parken en tuinen en kan van daaruit verwilderen. De plant bevat evenals andere Galanthus-soorten alkaloïden, die bij inname onder andere braken en diarree opwekken; een van deze alkaloïden wordt gebruikt bij de behandeling van de ziekte van Alzheimer.